# Região Geográfica Imediata de Timon
A Região Geográfica Imediata de Timon é uma das 22 regiões imediatas do estado brasileiro do Maranhão, uma das 3 regiões imediatas que compõem a Região Geográfica Intermediária de Caxias e uma das 509 regiões imediatas no Brasil, criadas pelo IBGE em 2017. É composta de 4 municípios do Médio Parnaíba, sendo Timon integrante da Região Integrada de Desenvolvimento da Grande Teresina.

## Municípios
| Região geográfica imediata | Código | Municípios   |
| -------------------------- | ------ | ------------ |
| Timon                      | 210014 | Buriti Bravo |
| Timon                      | 210014 | Matões       |
| Timon                      | 210014 | Parnarama    |
| Timon                      | 210014 | Timon        |